# Senouras
Senouras ist ein Ort und eine ehemalige Gemeinde im Nordosten Portugals.

## Geschichte
Steingräber deuten auf eine vorgeschichtliche Besiedlung. Der heutige Ort entstand vermutlich im Verlauf der mittelalterlichen Reconquista, worauf auch die ursprünglich romanische Kirche deutet, die heute zu den ältesten im Distrikt Guarda gehört.
Mit der Gebietsreform 2013 wurde die Gemeinde Senouras aufgelöst und mit drei anderen Gemeinden zur neuen Gemeinde Leomil, Mido, Senouras e Aldeia Nova zusammengefasst.

## Lage und Eigenheiten
Es ist ein sehr altes, kleines und sehr ruhiges Dorf, das zum Teil noch vom 19. Jahrhundert geprägt ist. Es liegt umgeben von noch unberührter Natur, deren Felder lediglich für die Landwirtschaft und deren Ernte für den eigenen Hausgebrauch der Bewohner bestimmt ist.
Wie in quasi allen portugiesischen Dörfer, hat auch Senouras eine heilige als Schutzpatronin des Dorfes. Die Schutzpatronin ist Santa Catarina. Ihr zu Ehren wurde früher alle zwei Jahre, mittlerweile alle drei Jahre, ein dreitägiges Fest organisiert. Dieses Fest findet in der Regel immer im August des „Festjahres“ statt.
Die Dörfer in der unmittelbaren Nachbarschaft heißen Mido und Aldeia Nova und liegen etwa zwei Kilometer entfernt. Erwähnenswert ist auch die Nähe zum kleinen Fluss Rio Côa, der wegen der geringen Wasserströmung zum Baden geeignet ist.
Die nächsten größeren Ortschaften sind Almeida und Vilar Formoso, wo sich auch die Landesgrenze zu Spanien befindet. Die beiden Ortschaften liegen ca. 15 Kilometer entfernt. Zur nächsten Stadt, die Distrikthauptstadt Guarda, die über die mautfreie Autobahn A25 zu erreichen ist, sind es 35 Kilometer.

## Verwaltung

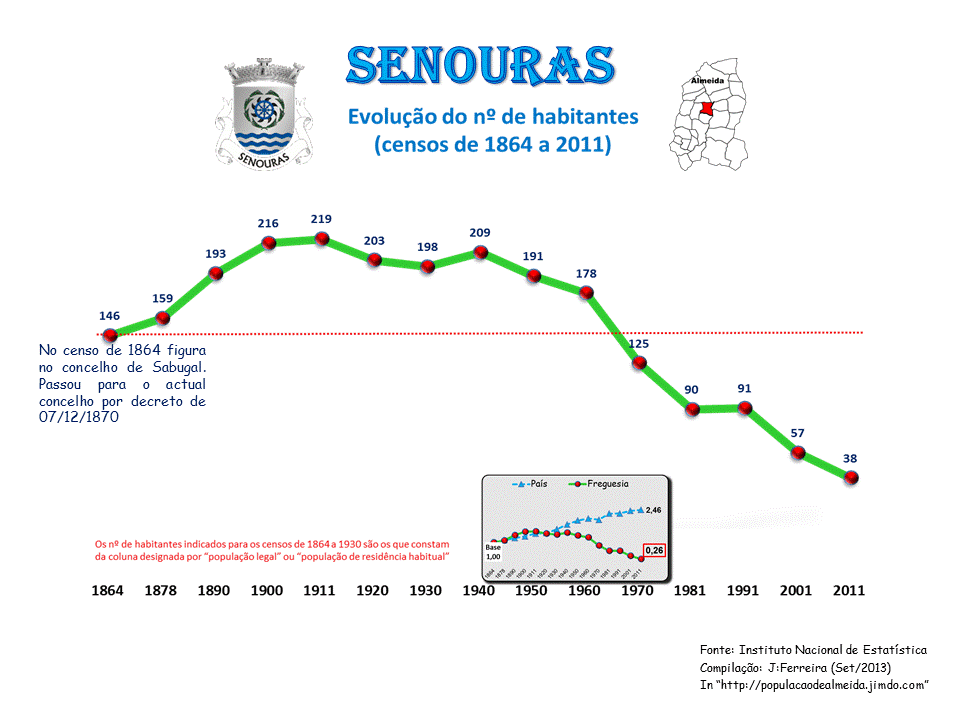
Bevölkerungsentwicklung der Gemeinde Senouras (1864–2011)

Senouras war Sitz einer gleichnamigen Gemeinde (Freguesia) im Kreis (Concelho) von Almeida im Distrikt Guarda. Die Gemeinde hatte eine Fläche von 9,6 km² und 38 Einwohner (Stand 30. Juni 2011).
Die Gemeinde bestand nur aus der namensgebenden Ortschaft.
Im Zuge der Gemeindereform vom 29. September 2013 wurden die Gemeinden Senouras, Aldeia Nova, Leomil und Mido zur neuen Gemeinde União das Freguesias de Leomil, Mido, Senouras e Aldeia Nova zusammengefasst.